# سوابق امپراتور
سوابق امپراتور (به انگلیسی: Empire Records) فیلمی محصول سال ۱۹۹۵ و به کارگردانی الن مویل است. در این فیلم بازیگرانی همچون آنتونی لاپالیا، مکسول کالفیلد، دبی میزار، روری کاکرین و جانی ویتوورت، رابین تونی، رنی زلوگر، لیو تایلر، ایتان امبری و برندان سکستون سوم ایفای نقش کرده‌اند.